# George Van Horn

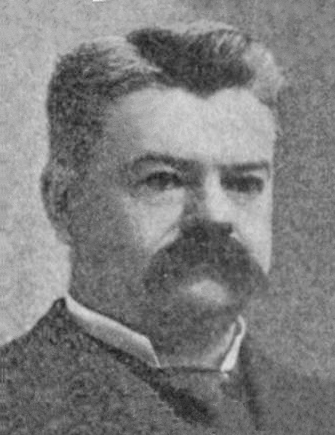
George Van Horn

George Van Horn (* 5. Februar 1850 in Otsego, New York; † 3. Mai 1904 in Cooperstown, New York) war ein US-amerikanischer Jurist und Politiker. Zwischen 1891 und 1893 vertrat er den Bundesstaat New York im US-Repräsentantenhaus.

## Werdegang
George Van Horn wurde ungefähr zwei Jahre nach dem Ende des Mexikanisch-Amerikanischen Krieges im Otsego County geboren. Er besuchte Gemeinschaftsschulen, das Cooperstown Seminary und die New Berlin Academy. Seine Jugend war vom Bürgerkrieg überschattet. Er studierte Jura. Nach dem Erhalt seiner Zulassung als Anwalt 1871 begann er in Cooperstown zu praktizieren. Er wurde 1881 zum Clerk im Otsego County gewählt und 1884 wiedergewählt. Ferner wählte man ihn zum Supervisor in Otsego. Er wurde zweimal wiedergewählt. Politisch gehörte er der Demokratischen Partei an. Er saß im Democratic County Committee. Bei den Kongresswahlen des Jahres 1890 für den 52. Kongress wurde er im 24. Wahlbezirk von New York in das US-Repräsentantenhaus in Washington, D.C. gewählt, wo er am 4. März 1891 die Nachfolge von John S. Pindar antrat. 1892 erlitt er bei seiner Wiederwahlkandidatur eine Niederlage und schied nach dem 3. März 1893 aus dem Kongress aus. Nach seiner Kongresszeit war Vizepräsident der Second National Bank of Cooperstown – ein Posten, den er bis zu seinem Tod am 3. Mai 1904 innehatte. Sein Leichnam wurde auf dem Lakewood Cemetery beigesetzt.